# إد باكارد
إد باكارد هو سياسي أمريكي، ولد في 16 فبراير 1968 في سان أنطونيو في الولايات المتحدة. نشط حزبياً في الحزب الديمقراطي.